# Plecia
Plecia är ett släkte av tvåvingar. Plecia ingår i familjen hårmyggor.

## Bildgalleri

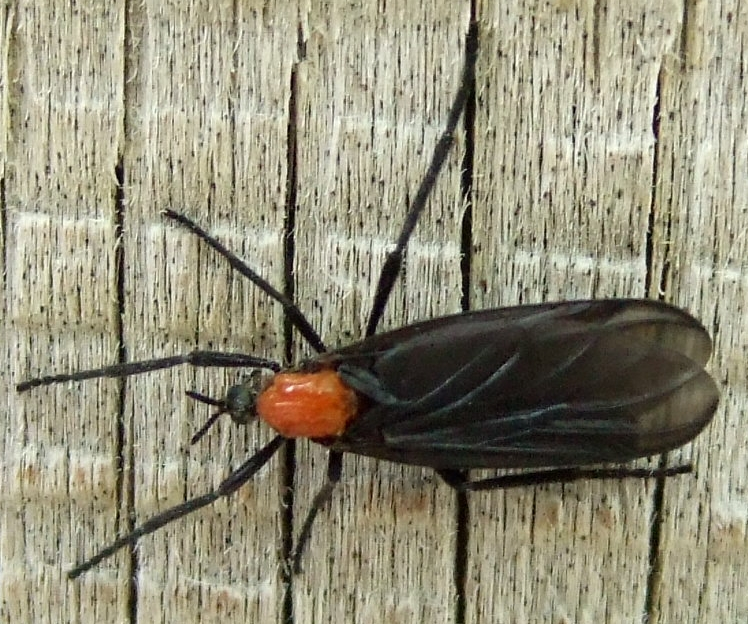
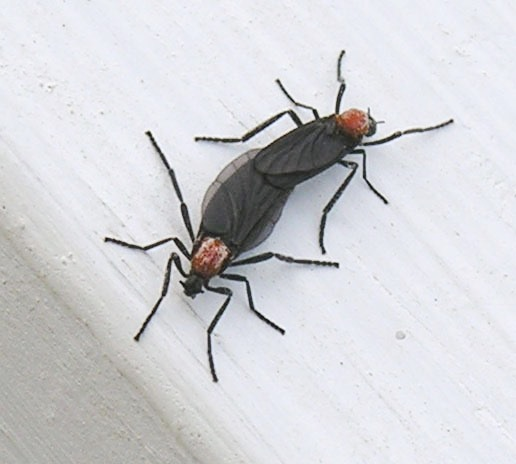
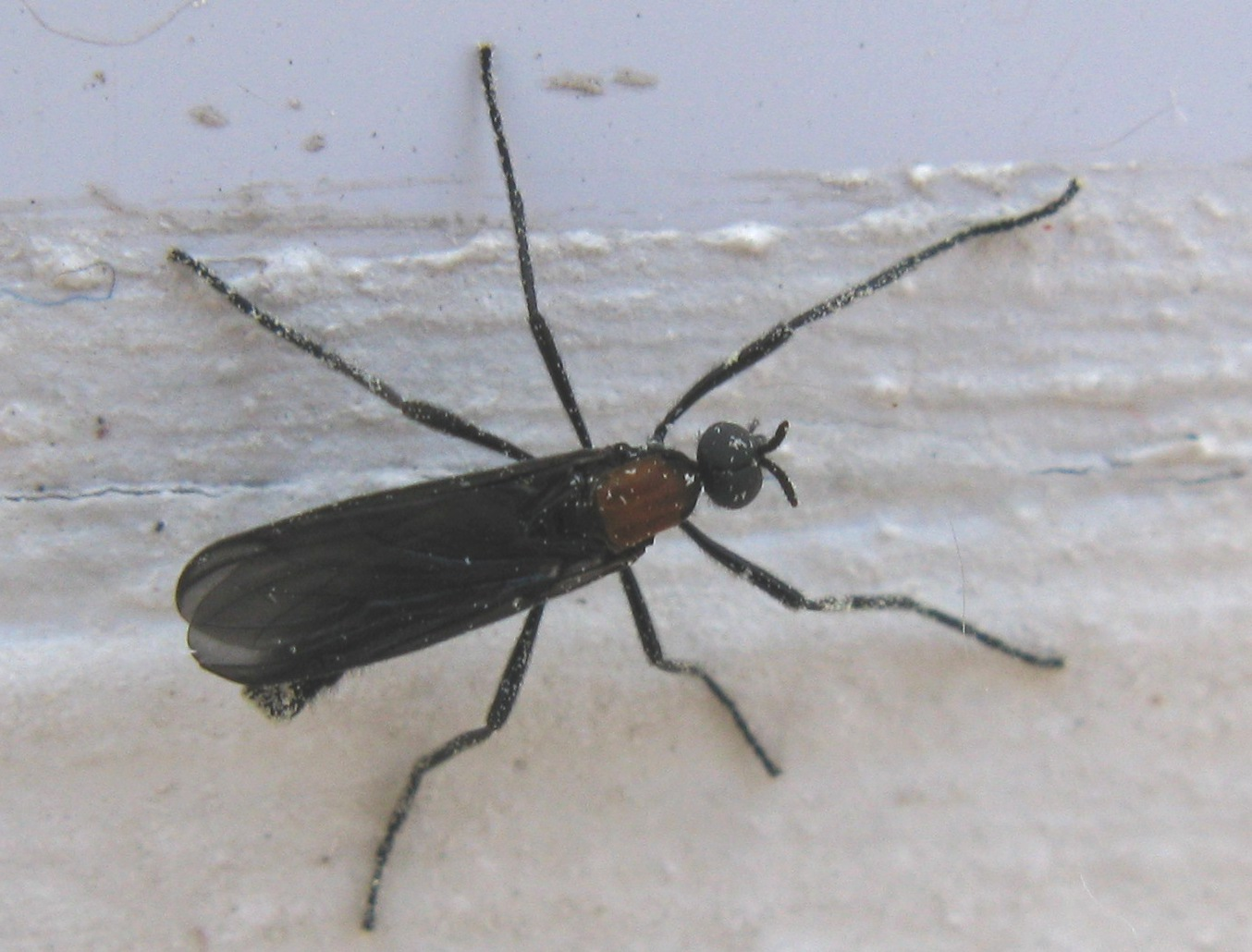
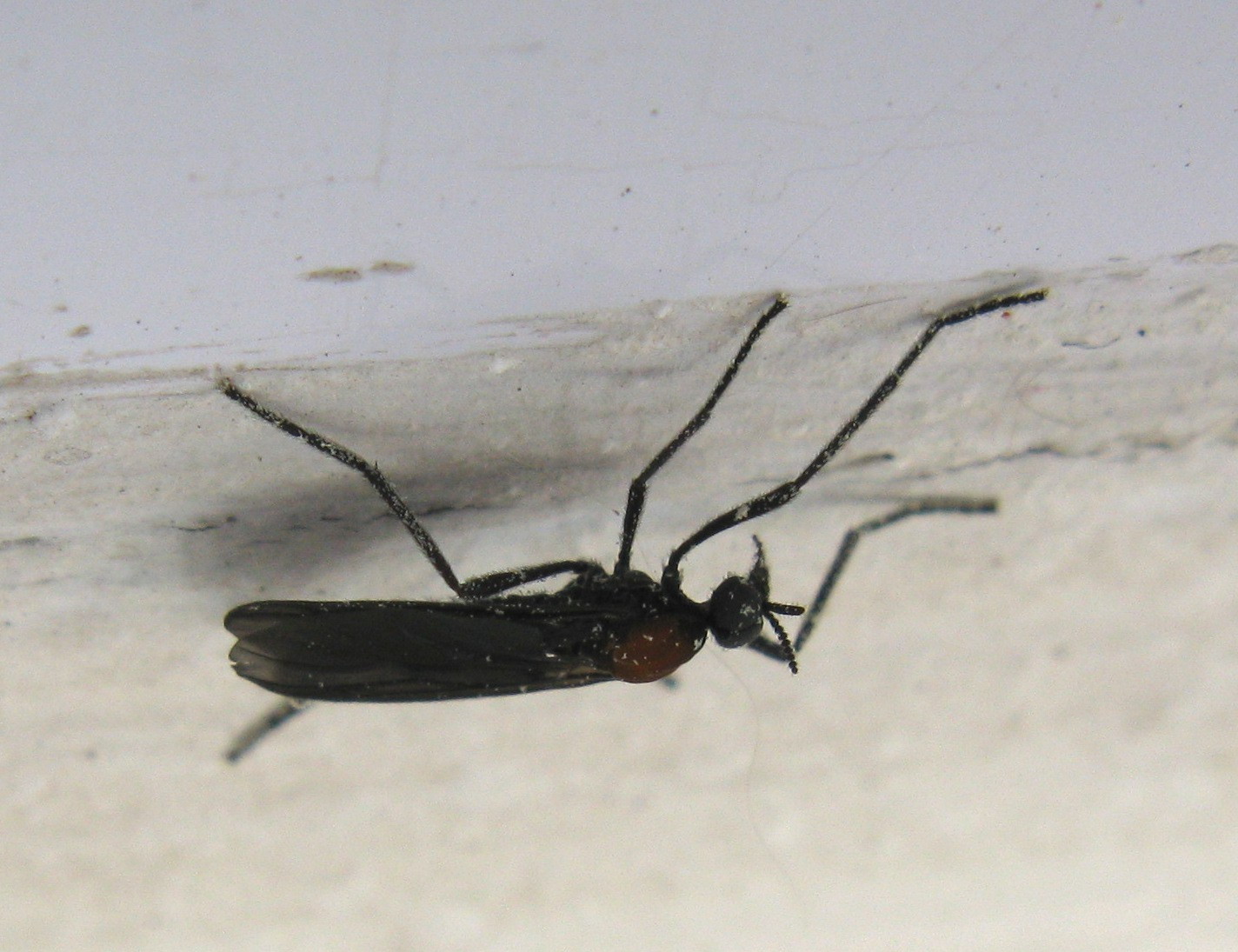
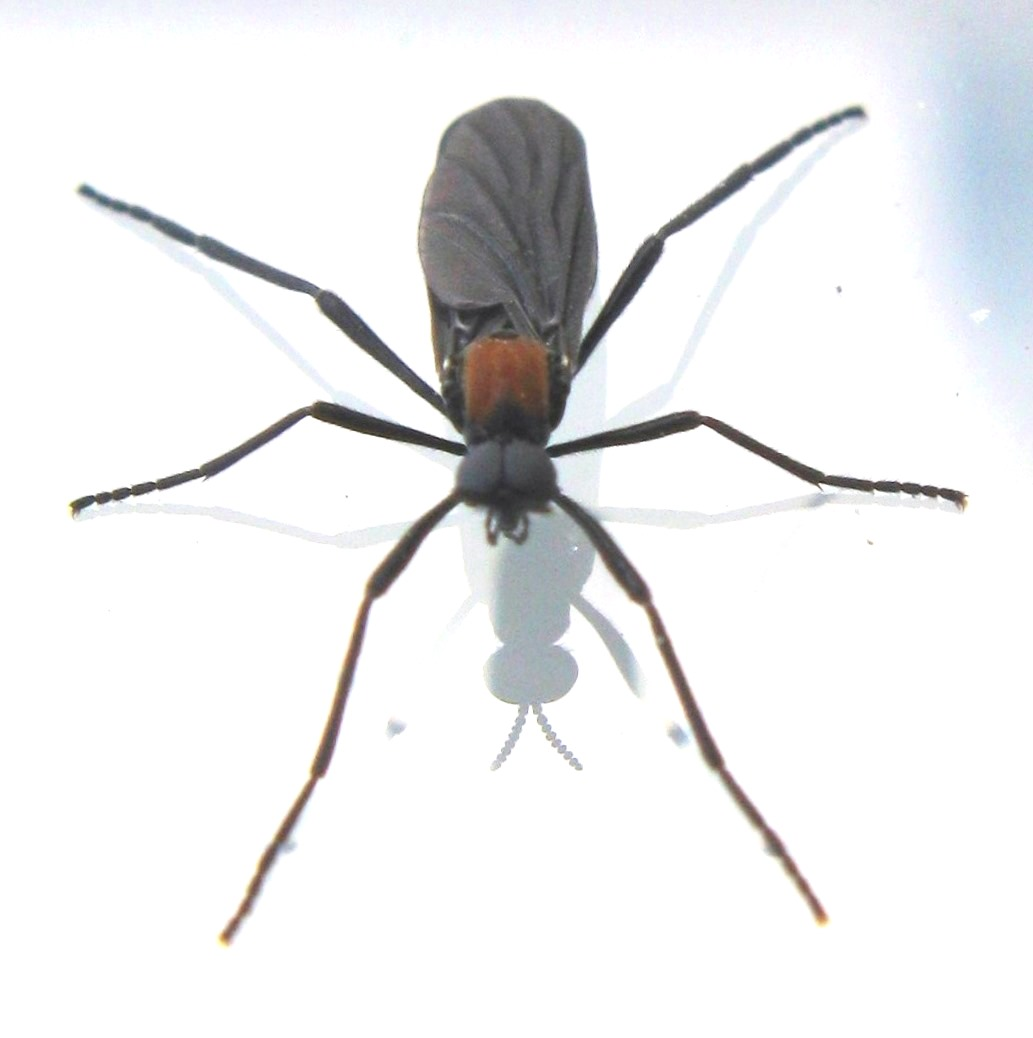

## Dottertaxa tillPlecia, i alfabetisk ordning[1]
- Plecia abditigiga
- Plecia acuminata
- Plecia acutirostris
- Plecia adiastola
- Plecia affinidecora
- Plecia affiniparva
- Plecia akantha
- Plecia alacris
- Plecia aliena
- Plecia americana
- Plecia amplipennis
- Plecia amplitergum
- Plecia angularis
- Plecia anthophila
- Plecia apoxys
- Plecia arachne
- Plecia argentina
- Plecia aruensis
- Plecia assamensis
- Plecia aterrima
- Plecia atroilla
- Plecia avicephaliforma
- Plecia bakeri
- Plecia basalis
- Plecia bequaerti
- Plecia biarmata
- Plecia bicolor
- Plecia bicuspidata
- Plecia bidens
- Plecia bifida
- Plecia bifoliolata
- Plecia biformis
- Plecia bilobata
- Plecia bisulca
- Plecia boliviana
- Plecia borneensis
- Plecia brachystylata
- Plecia brazilana
- Plecia brunniptera
- Plecia burmensis
- Plecia buruensis
- Plecia cana
- Plecia capitata
- Plecia celodens
- Plecia chinensis
- Plecia clavifemur
- Plecia clina
- Plecia collaris
- Plecia concava
- Plecia confusa
- Plecia connata
- Plecia convaluta
- Plecia cornistylus
- Plecia coronata
- Plecia costalis
- Plecia crenula
- Plecia curta
- Plecia curtispina
- Plecia curvatineura
- Plecia curvistylata
- Plecia cuspidata
- Plecia decepta
- Plecia decora
- Plecia dentata
- Plecia digitiformis
- Plecia dilacerabilis
- Plecia dilatata
- Plecia dimidiata
- Plecia diopsa
- Plecia discolor
- Plecia disjuncta
- Plecia disparis
- Plecia diversa
- Plecia dorsalis
- Plecia dubia
- Plecia duplicis
- Plecia ecuadorensis
- Plecia edwardsi
- Plecia elongata
- Plecia emeiensis
- Plecia ephippium
- Plecia erebea
- Plecia erebeoidea
- Plecia erubescens
- Plecia evansi
- Plecia evexa
- Plecia exechia
- Plecia fasciapenna
- Plecia femorata
- Plecia flavibasis
- Plecia forcipata
- Plecia forcipiformis
- Plecia forficula
- Plecia freemani
- Plecia fulvicollis
- Plecia fumida
- Plecia fumidula
- Plecia funebris
- Plecia furcaura
- Plecia furva
- Plecia fuscinervis
- Plecia gibbosa
- Plecia gilvipennis
- Plecia gressitti
- Plecia grisea
- Plecia gurneyi
- Plecia hadrosoma
- Plecia hamata
- Plecia hardyi
- Plecia heliomyia
- Plecia hoffeinsorum
- Plecia imocellata
- Plecia impensa
- Plecia imperialis
- Plecia impilosa
- Plecia impostor
- Plecia incospicua
- Plecia incurvata
- Plecia insolita
- Plecia intercedens
- Plecia intricata
- Plecia jamaicana
- Plecia javensis
- Plecia jianfengana
- Plecia jubata
- Plecia keiseri
- Plecia laffooni
- Plecia lateodens
- Plecia lateralis
- Plecia laticlavum
- Plecia lieftincki
- Plecia lindneri
- Plecia longifolia
- Plecia longiforceps
- Plecia longipalpus
- Plecia lopesi
- Plecia lugubris
- Plecia lusca
- Plecia maculata
- Plecia madagascarensis
- Plecia magnispina
- Plecia malabarana
- Plecia malayaensis
- Plecia malkini
- Plecia mallochi
- Plecia manni
- Plecia marginata
- Plecia maura
- Plecia mayoensis
- Plecia membranifera
- Plecia micans
- Plecia monticola
- Plecia morosa
- Plecia multilobata
- Plecia nagatomii
- Plecia nearctica
- Plecia neglecta
- Plecia nigra
- Plecia nilgirensis
- Plecia nitidicollis
- Plecia nitidipes
- Plecia obtusicornis
- Plecia obtusilobata
- Plecia octodentata
- Plecia oculastra
- Plecia odontata
- Plecia okadai
- Plecia ornaticornis
- Plecia ornithocephala
- Plecia paenerubescens
- Plecia pagdeni
- Plecia palauensis
- Plecia panamaensis
- Plecia paracollaris
- Plecia parva
- Plecia parvistylata
- Plecia patula
- Plecia pauliani
- Plecia pellucida
- Plecia perplexa
- Plecia persimilis
- Plecia pertinens
- Plecia peruviana
- Plecia pictipennis
- Plecia plagiata
- Plecia platystila
- Plecia platyura
- Plecia porca
- Plecia prolixa
- Plecia propeforcipata
- Plecia propria
- Plecia protea
- Plecia pruinosa
- Plecia pudica
- Plecia pullata
- Plecia pulliparva
- Plecia punctulata
- Plecia pyralis
- Plecia quadrata
- Plecia quadrivittata
- Plecia quasimaculata
- Plecia quatei
- Plecia ramosa
- Plecia recaviterga
- Plecia reclusa
- Plecia rectiora
- Plecia redunca
- Plecia retusa
- Plecia rhinigera
- Plecia robusta
- Plecia rostellata
- Plecia rufangularis
- Plecia ruficollis
- Plecia ruficornis
- Plecia rufilatera
- Plecia rufimarginata
- Plecia rufiscutella
- Plecia rufithorax
- Plecia rugosa
- Plecia sana
- Plecia scenica
- Plecia seminitens
- Plecia septentrionalis
- Plecia serrata
- Plecia serrifera
- Plecia siamensis
- Plecia similis
- Plecia sinensis
- Plecia sordida
- Plecia spilota
- Plecia stricta
- Plecia stuckenbergi
- Plecia stysa
- Plecia subvarians
- Plecia sundaensis
- Plecia tanzaniensis
- Plecia tecta
- Plecia tenebrosa
- Plecia tenuicornis
- Plecia tephra
- Plecia tergorata
- Plecia tetrascolata
- Plecia thulinigra
- Plecia tijbodensis
- Plecia tridens
- Plecia trifida
- Plecia trilobata
- Plecia triquetra
- Plecia tristis
- Plecia trunca
- Plecia uberta
- Plecia ugandaensis
- Plecia uncinata
- Plecia varabilis
- Plecia varians
- Plecia verruca
- Plecia visenda
- Plecia vittata
- Plecia wittei
- Plecia xenia
- Plecia xyele
- Plecia yabaensis
- Plecia yunnanica
- Plecia zamboanga
- Plecia zernyi